# 하비에르 사가르사수
하비에르 마리아 사가르사수 우나누에(스페인어: Javier María Sagarzazu Unanue; 1958년 12월 11일, 바스크 주 아스코이티아 ~ 1987년 8월 16일, 갈리시아 주 카랄)는 기구한 운명을 탄 스페인의 전 축구 선수로, 29세가 되기 전에 요절했다.

## 클럽 경력
레알 소시에다드 유소년부를 졸업한 그는 구단의 2군으로 1983년에 1군으로 올라서기 전까지 활약했다. 그는 레알 소시에다드 황금기 직후에 합류한 유소년부 졸업생으로, 그와 동기였던 선수들은 1980-81 시즌과 1981-82 시즌에 연달아 라 리가를 우승한 노장 선수들을 대신했다.
사가르사수는 현역 시절 내내 측면 수비수로 활약했다. 1군에 합류했을 당시 우측 측면은 헤나로 셀라예타가 맡았기 때문에 그는 좌측 측면을 맡았다. 그 후 시즌에 그는 셀라예타와 우측 측면을 놓고 경합했고, 결국 그가 이 자리를 꿰차 산 세바스티안에서의 마지막 해인 1986-87 시즌에는 우측 수비 주전을 맡았다.
그는 에레알라 소속으로 4년을 보내면서 154번의 공식 경기에 출전했고, 이 중 117번은 1부 리그에서 뛴 경기였다. 사가르사수가 거둔 최고의 성과는 1986-87 시즌에 코파 델 레이를 우승한 것이다. 그는 아틀레티코 마드리드와의 결승전에 선발로 출전했고, 이 경기는 그의 마지막 공식 경기가 되었다.
비록 1986-87 시즌 내내 주전 우측 수비수로 활약했지만, 수비에 치중하는 그를 대신하여 더욱 공격적인 측면 수비 자원을 물색하던 존 토샥 감독은 그의 계약을 갱신하지 않기로 했다. 그 결과 사가르사수는 당시 세군다 디비시온에 속해 있던 데포르티보로 이적했다. 그러나, 사가르사수는 데포르티보 신고식을 치르지 못했다.
그는 시즌 전 일정을 보내던 도중 카랄로 오우렌세와 친선전을 치르러 가던 도중 선수단 버스에서 급사했다. 사가르사수는 갑작스럽게 건강의 이상을 감지했고, 심장 마비로 급사했다.
하비에르 사가르사수를 추모하기 위해 그의 아들은 1993년 6월 22일에 열린 아토차 구 레알 소시에다드 안방 고별전에서 경기장이 암전 된 가운데 빈 골문 안에 골을 넣었다.
그가 영면에 든 카랄 시는 그의 이름을 따 거리명을 개칭했다. 이후, 인민당 시장이 취임하자 그의 이름을 딴 거리를 루아 파라이소 가로 다시 개칭했다.

## 수상
레알 소시에다드
- 코파 델 레이: 1986-87